# Horsfieldia ardisiifolia
Horsfieldia ardisiifolia är en tvåhjärtbladig växtart som beskrevs av Otto Warburg. Horsfieldia ardisiifolia ingår i släktet Horsfieldia och familjen Myristicaceae. Inga underarter finns listade i Catalogue of Life.